# Celera 500L
Celera 500L — сверхэкономичный экспериментальный самолёт американской компании «Otto Aviation Group».

## История
Компания «Otto Aviation Group» была основана в 2008 году Биллом Отто специально для того, чтобы разработать Celera 500L, провести первые лётные испытания, сертификацию и выяснить возможность серийного производства.
Компания Otto Aviation начала разработку самолёта до 2017 года, и первый лётный прототип Celera 500L был замечен в аэропорту Калифорнии в 2017 году. К июню 2019 года испытательный самолёт приступил к техническим испытаниям.
Первый полёт самолёта состоялся в ноябре 2019 года, всего был совершён 31 тестовый полет общей продолжительностью 35 часов.
Самолёт впервые представлен Otto Aviation Group в августе 2020 года. Компания сообщает, что к настоящему времени самолёт Celera 500L прошёл лётные испытания. Прототип самолёта подтвердил правильность использованных решений и показал высокие лётные и экономические данные.
В 2022 Otto Aviation в партнерстве с ZeroAvia построила версию с водородным двигателем.

## Общие сведения
Celera 500L имеет необычный внешний вид: имеет фюзеляж в виде вытянутого эллипсоида и тонкую хвостовую балку с минимумом выступающих элементов. Только в хвостовой части предусмотрены выступающие обтекатели воздухозаборных устройств и оперение. Используется хвостовой толкающий воздушный винт, никак не влияющий на аэродинамику самого самолёта.
Такие обводы самолёта обеспечивают ламинарное течение потока. Исследования показали, что Celera 500L имеет на 59 % меньшее сопротивление в сравнении с самолётом традиционного облика тех же размеров и лётных характеристик.
Использовано очень узкое крыло большого удлинения с минимальной стреловидностью по передней кромке и поднятыми законцовками. Оперение включает эллиптический стабилизатор, а также киль и гребень со спрямлёнными кромками. Использован минимально необходимый набор рулей.
На самолёт установлен поршневой двигатель водяного охлаждения RED A03 схемы V12 мощностью 550 л. с. Двигатель имеет малую массу и высокую удельную мощность, может использовать бензин, авиационный керосин или биодизельное топливо. Работа двигателя контролируется электроникой. Выхлопные газы поступают в специальные сопловые устройства, смешиваются с атмосферным воздухом и создают дополнительную тягу. Разработчиком двигателя RED (Raikhlin Engine Development) является Владимир Райхлин, выпускник КАИ.
Самолёт получил грузопассажирскую кабину высотой около 1,85 м и длиной около 5 м общим объёмом 12,7 м³. Пассажирский салон бизнес-класса планируется с шестью местами и разнообразным дополнительным оснащением.
Celera 500L, как минимум, не уступает конкурентам по лётным характеристикам. Крейсерская скорость достигает 740 км/ч, а дальность полёта — более 8300 км, на высоте 12’000-15’000 м. Достигается высокая экономичность. У самолётов традиционной схемы этот показатель находится на уровне 30-120 л на 100 км. Для Celera 500L он составляет 9.4-13.1 л на 100 км.
Есть ещё один интересный параметр Celera 500L — высокое, характерное больше для планеров, чем для самолётов аэродинамическое качество — 22. Это означает, что, начав планирование при выключенном двигателе на высоте 10 км, Celera 500L может пролететь более 200 км.
Сокращаются расходы на эксплуатацию. Стоимость лётного часа заявлена на уровне 328 долларов США. Для конкурентов этот параметр может достигать 2,1 тыс. долларов.